# Keith Barry
Keith Patrick Barry (ur. 25 października 1976 r.) – irlandzki mentalista i hipnotyzer.

## Młodość
Urodził się w Waterford w Irlandii. Jego zainteresowanie magią zaczęło się w wieku 14 lat, kiedy kupił książkę zatytułowaną Magic for the Complete Klutz.

## Kariera telewizyjna
Karierę telewizyjną Barry'ego rozpoczęła seria zatytułowana Close Encounters with Keith Barry, emitowana w latach 2003-2005. W 2004 roku Barry wystąpił w MTV. W 2005 urządził Bożonarodzeniowy pokaz na żywo. Od tamtego czasu wielokrotnie występował w telewizji. Do jego najsłynniejszych trików należą uwolnienie się z pojemnika mającego zaraz wybuchnąć czy prowadzenie samochodu z opaską na oczach.

## Kariera aktorska
Jako aktor Barry wystąpił w jednym z odcinków CSI: Kryminalne zagadki Miami w 2006 roku.